# Фаркаша (Бакау)
Фаркаша (рум. Farcașa) насеље је у Румунији у округу Бакау у општини Ракитоаса. Oпштина се налази на надморској висини од 266 m.

## Становништво
Према подацима из 2002. године у насељу је живело 95 становника, од којих су сви румунске националности.